# Kotijuusto
Kotijuusto é um queijo tradicional da culinária da Finlândia.
Trata-se de um queijo caseiro, frequentemente usado como entrada em mesas festivas. É comum cada comunidade possuir formas para queijo diferentes como molde para este queijo.
É preparado com soro de leite coalhado, ovos, leite e sal. Os ingredientes começam por ser batidos e fervidos. Em seguida, após arrefecerem, são colocados numa forma, onde repousam entre 7 a 12 horas ou à noite no frigorífico, sob a pressão de, por exemplo, um pires.  Por fim, o queijo é desenformado, podendo ser polvilhado com salsa picada.
Por vezes, o queijo pode ser aquecido no forno antes de ser servido, sendo esta considerada a maneira antiga de o servir.
É também usado com recheio de sanduíches, como sobremesa ou como lanche.
Existem também versões comerciais deste tipo de queijo.